# 앨러게니강
앨러게니강(영어: Allegheny River, 발음: ælɨˈɡeɪni)은 오하이오강의 주요 지류 중 하나로 미국 동부에 위치한다. 앨런게니강은 펜실베이니아주의 다운타운 피츠버그의 포인트 주립공원에서 모논개헬라강과 합류하여 오하이오강을 이룬다. 앨러게니강은 유량 면에서 오하이오강의 주 발원지이며 따라서 미시시피강 수계 전체의 주 발원지이다.